# Monopeltis perplexus
Monopeltis perplexus — вид плазунів з родини амфісбенових (Amphisbaenidae). Ендемік Анголи.

## Поширення і екологія
Monopeltis perplexus відомі з типової місцевості, розташованої в муніципалітеті Калукембе в ангольській провінції Уїла.